# پرسیگ
پرسیگ (به آلمانی: Pressig) یک شهر در آلمان است که در کروناخ واقع شده‌است. پرسیگ ۴٬۲۲۵ نفر جمعیت دارد.